# 台灣日治時期日本移民村
台灣日治時期日本移民村，依照移民性質分類，約可分為私營移民村與官營移民村，而兩類型移民都是以解決內地人口過剩問題為主要目的。若只論及有計劃的大型移民村，應始自1899年由賀田組主導、位於花東縱谷的賀田村為首座的日人移民村。不過，並沒有形成明顯的日式聚落。

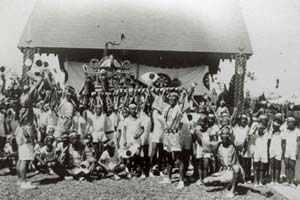
位於台灣，但完全保持大和民族傳統的日本移民

1909年－1918年，台灣總督府開始積極介入移民措施。仍以台灣東部為主要目標的移民計劃，共引進了約1700餘人的移民。之後，東部平原的移民再轉為私營，並轉以臺東為主。到了1932年，台灣總督府再於台灣西部的濁水溪、虎尾溪、高屏溪等河床大量設置移民村。而此大規模的移民村計劃直至太平洋戰爭轉熾的1942年才緩和；至1945年10月，台灣日治時期結束，總移民人數達數萬人的全部日本移民村隨即撤離。
因為水土不服、衛生條件太差、耕種作物選擇、移民無法取得所有權等因素，移民村設置並不成功。實際的農村轉移人口，比遷往各大都市的日籍移民人數有著懸殊的差距。

## 背景

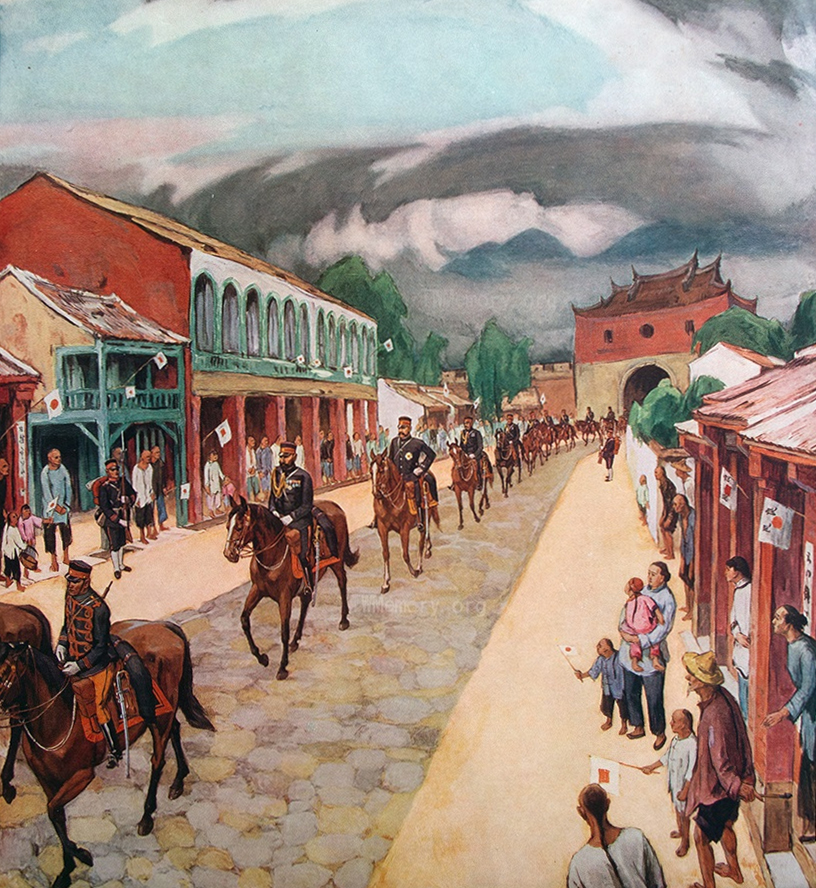
圖為1896年5月，日軍入台北城的想像圖。取得台灣後，新領土成為日本解決人口問題的曙光。

1869年明治維新底定後，日本受到西方殖民思想影響，在人口繁衍、國防警備與產業調整等問題考量上，日本政府與大部分學者達成「大和民族海外發展」的共識。19世紀末，日本國內死亡率降到20‰以下，出生率成長到30‰以上，而人口更從明治維新前的3000萬－3500萬左右，迅速爬昇到4400萬(1900年)，因此，日本本地人口過剩、耕地與糧食不足問題更成為迫切解決的棘手問題。對於這方面，日本明治政府除了鼓勵日人遠渡至如南美等新興國家成為日僑外，有計劃且以武力做後盾的大批人口移民，成為日本政府解決人口過剩問題的最有效方法。
1894年甲午戰爭中國戰敗，1895年雙方簽訂馬關條約，面積三萬多平方公里的台灣成為日本新領土，至此，殖民台灣成為日本人口移至海外事業的實驗場地與解決本土人口過剩問題的重要機會。

## 沿革

### 賀田移民村
明治32年(1899年)賀田金三郎設賀田組，著手開墾加禮苑、吳城(志學)、鯉魚尾(壽豐)及鳳林等處之原野。明治39年(1906年)1906年，賀田金三郎響應日本政府的「獎勵私營移民政策」，開始於日本本地招募前往台灣的移民，移居開墾吳全城(53戶364人)及鯉魚尾(278人)，賀田組召募日本移民43人設「大和移民村」於今日花蓮縣光復鄉大富村，設「賀田移民村」與「壽移民村」，地點在今日花蓮縣壽豐鄉之平和、志學、壽豐及共和等村。賀田金三郎從台灣總督府爭取了具備移民收容條件之開墾許可地共有38筆，實際招徠移民經營運作者則有9筆，而這些移民村大略設置於花蓮吳全城，並更名為賀田村（今壽豐鄉志學村）。而此移民村不但是台灣首座移民村，也是日本海外的首座移民村。
在提供耕地、農具及日俄戰爭前後的恐慌期內，首批賀田移民村共招農戶133戶，385人。不過因為移民村地處台灣東岸，屬於偏遠地區，加上私營不具公信力，不生產自給自足糧食，淪為糖業農工等因素，造成了部分移民死亡、轉業或歸國。總體來說，此階段移民村設置並不成功，雖然持續辦理，但一直沒有明顯聚落產生。

### 花東地區移民村

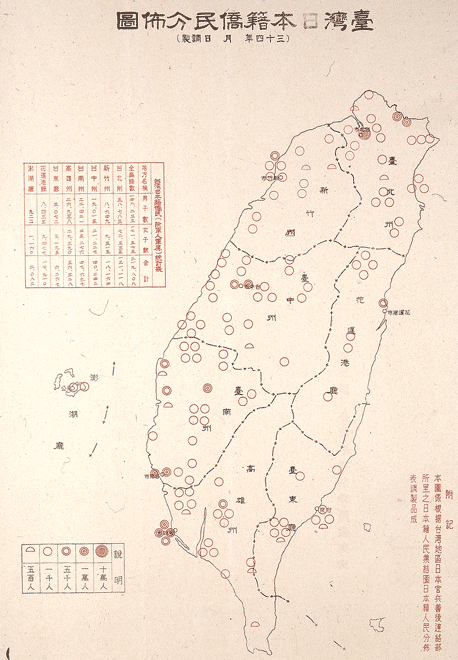
1945年32萬在臺日僑分布圖

1909年－1918年，為了加快移民試驗，台灣總督府開始積極介入移民措施，主管機關也從民政部殖產局林務課兼管改交由移民事業委員會專管，並在各移民地點設置移民指導所。1911年，面積10.8241平方公里（1116.5甲）的第一座官營吉野移民村於花蓮七腳川（今吉安鄉）設立。除了土地免費使用外，也提供三年的免費藥品補助。除此，還享有家屋建築費、農具花費、入院治療等費用的一半金額補助。而在以東部花蓮平原為主要目標的移民計劃，共引進了1700餘人的移民。之後，並陸續開發豐田村與林田村等兩移民村。進駐後，這些地名均更名為以移民者故鄉地名（多為四國、九州）為主，而此地名，二戰後多仍未更改，並沿用至現在。
1918年，總督府方面以移民實驗的已達成，官營移民無需繼續實施為由，停止花東地區官方移民村計劃。不過研究學者皆認為是效果未如預期下的不得已選擇。之後，轉為私營的花東移民開發於1917年－1924年繼續實行。合併後續官營之移民村，此期間共又開發了瑞穗移民村、末廣移民村等十數座、移民從數百人至千餘人的移民村。據估計，花東移民村的面積，共達150平方公里以上。
雖然區分官營與私營，設立地點與年代又有差異，不過還是有其共同點。那就是移民村均由民營糖廠贊助、土地種植蔗糖用甘蔗不種植稻米糧食、人員來源多為四國九州、移民戶戶長大多為日本軍人且審查十分嚴格等等。

### 西部河床移民村

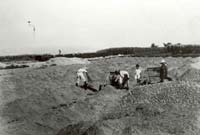
台灣西部的日本移民村均位於河床

明治43年(1910年)愛久澤直哉招募日本移民34戶157人，設「南隆農場」，入墾中壇、金瓜寮、吉祥及龍肚等地，約於今日高雄市旗山區中壇、祿興、德興、吉祥龍肚等里。1932年，於台灣東部移民計劃受挫的台灣總督府，在經濟大蕭條時期再度嘗試以紓解日本本土壓力為考量的移民村設置計劃經過衡量後，移民事業委員會於捨棄了原本的花蓮移民計劃，轉向台灣西部平原，而他們選定的目標則是台中州包含東螺溪畔的濁水溪河床，如位於北斗郡的豐里移民村，高雄州下淡水溪（今高屏溪）河川新生地，如位於高雄州屏東郡的千歲移民村，及臺南州虎尾新生地平原，如春日移民村。這些俗稱溪底的河川浮復地成為除了紓解人口壓力外，亦有皇民化與國防等考量的官營移民村設置地點。
在移民村設置上，台灣總督府移民村除了在移民遷入內，以公費先行整地成方塊狀耕地、重建水玔、構築堤防外，還設置了屋舍、道路與飲水設施。而每戶約有3.87公頃至至4.85公頃。而預計種植作物，除了糖廠所需的甘蔗外，也允許自給自足的稻米耕作。而此政策，也完全符合日本內地市場為考量；糖金米銀的台灣邊陲經濟特色。除此，台灣總督府全力配合，臺灣拓殖株式會社加入參與的半官半私之移民村設置模式，也為日後設置於中國及滿洲國等地日本移民村的圭臬與樣板。

## 離台

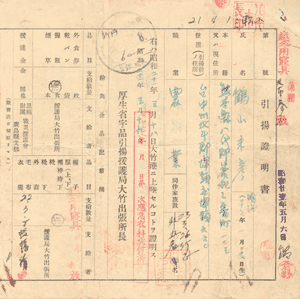
引揚證明書

1945年8月15日，日本於二戰落敗，台灣日治時期結束。而由中華民國國民政府統治的台灣於翌年3月（1946年，昭和21年）開始陸續遣回日本移民村人民。1950年之前，人數約在數萬人之譜的移民村日籍在台居民，均全數返日。另外，根據1946年4月22日公布的《台灣省土地處理規則及接收日人房地產處理實施辦法》，則將移民村所墾土地統統經由臺灣省接收委員會日產處理委員處理，大部分歸台灣省行政長官公署所有。這些土地成為稍後三七五減租、公地放領一連串台灣土地改革與重分配的重要標的。
移民村日本移民被遣送回國時，必須填寫移交清冊、遣送日僑回國證明書、引揚證明書等相關文件，並對攜帶物資有嚴格限定。例如現金不得超過日幣一千圓，夏冬季衣服各一套，及棉被一床，並不得讓售農具與土地等。

## 評價與後續

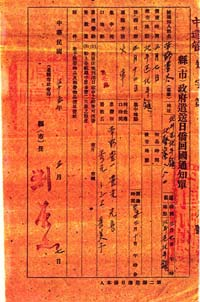
遣送證明書

台灣總督府為了獎勵日人移民臺灣移民事業推動，於政策設計上近乎是腸枯思竭。總督府統計僅自昭和16年(1941年)九月至17年(1942年)這段期間，臺灣日本移民村設施費用為480萬8879圓，補助費77萬6249圓，災害復舊費96萬4377圓，共計以654萬9505圓來支援移民事業，是否具有價值頗有爭議。
1945年二次世界大戰落敗，台灣日治時期結束後，由於日本是在敗戰型態下放棄臺灣，因此移民事業的成果如何，至今欠缺日本具體檢討報告。不過由各項數據知道，因為水土不服、衛生條件太差、耕種作物選擇、移民無法取得所有權，形同糖廠佃工等因素，移民村設置並不成功。除此，以1945年遣送回日本的五十萬人口計算對照台灣廿個移民村，每個移民村至多1700人計，實際的移民村人口，遠少遷往於各大都會或自主移民的日籍人士。

### 書籍
- 林呈蓉，《日本人的臺灣經驗－日治時期的移民村》，2004年，台北，台灣歷史學會。
- 張素玢，《彰化縣口述歷史》，1995年，彰化，彰化文化中心。
- 張素玢，《臺灣的日本農業移民——以官營移民為中心（1909-1945）》，2001年，新店，國史館，2001。
- 張素玢《移民與山豬的戰爭——國家政策對生態的影響（1910-1930）》 國立臺灣師範大學臺史所《師大臺灣史學報》第4期頁95-127   2011年9月
- 黃蘭翔，《花蓮日本官營移民村初期規劃與農宅建築》 中央研究院臺灣史研究所《臺灣史研究》 第三卷‧第二期 , 1996年12月
- 廖高仁編著，《悅讀日本官營移民村》,2014,花蓮,鳳林鎮公所。
- 鍾淑敏《吉野移民村日式住宅與社區規劃》 中研院臺史所